# Watertoren (Meije)
De watertoren in De Meije (Nederland) is ontworpen door architecten C.B Posthumus Meyjes en J.J. van der Linden en is gebouwd in 1931–1932 door aannemersbedrijf Bollen uit Hilversum in opdracht van de pas opgerichte waterleidingmaatschappij De Elf Gemeenten naar ontwerp van ingenieursbureau Dwars, Hederik en Verhey (DHV). Als een van de eerste torens werd deze watertoren gebouwd met het systeem van glijbekisting: telkens nadat het beton droog was geworden, werd de bekisting een stukje hoger getakeld. Dat is nog te zien aan de gelijkmatige horizontale ringen om de toren.
De toren is algemeen bekend onder de naam Pietje Potlood of Het Zoutvat. Hij is in bezit van drinkwaterbedrijf Oasen en heeft sinds 2001 de status van rijksmonument. De toren is 57,65 meter hoog. Het waterreservoir boven in de toren heeft een inhoud van 450 m3. De kleine raampjes in de strakke gevel en een opvallende daklijst zorgen voor detaillering in het overigens typische voorbeeld van nieuwe zakelijkheidbouw.
In 1977 is de toren gerestaureerd, en werd wit geschilderd in plaats van grijs. Naar verluidt werd er duizend liter reparatiemortel en tweehonderd liter witte betonverf voor gebruikt.
Alblasserdam ·
Alphen aan den Rijn
(Hoorn ·
Prins Hendrikstraat) ·
Barendrecht ·
Bergambacht ·
Bodegraven ·
Boskoop ·
Boven-Hardinxveld ·
Brielle ·
Delft
(Wateringsevest ·
Stromingslaboratorium ·
Getijmodellaboratorium) ·
Den Haag ·
Dirksland ·
Dordrecht
(Villa Augustus · DuPont) ·
Dubbeldam ·
Gorinchem ·
Gouda ·
's Gravendeel ·
Hazerswoude-Rijndijk ·
Heinenoord ·
Hellevoetsluis ·
Hillegom ·
Hendrik-Ido-Ambacht ·
Katwijk ·
Klaaswaal ·
Krimpen aan de Lek ·
Kwintsheul ·
Leerdam
(1900 ·
1912 ·
1929) ·
Leiden ·
Loosduinen ·
Maassluis ·
Meije ·
Monster ·
Moordrecht ·
Naaldwijk ·
Nieuw-Lekkerland ·
Noordwijk ·
Oud-Beijerland ·
Ouderkerk aan den IJssel ·
Poeldijk ·
Rijsoord ·
Rijswijk
(Jaagpad ·
Sammersweg) ·
Roelofarendsveen ·
Rotterdam
(De Esch ·
Delfshaven ·
IJsselmonde ·
Mallegat ·
Europoort) ·
Sassenheim ·
Schoonhoven ·
Sliedrecht ·
Slikkerveer ·
Strijen ·
Vlaardingen 
(1885 ·
1895 ·
Nieuwe) ·
Voorburg ·
Voorschoten ·
Wassenaar ·
Zoetermeer ·
Zuidzijde ·
Zwijndrecht